# Сен-Бенуа-д’Эберто
Сен-Бенуа́-д’Эберто́ (фр. Saint-Benoît-d’Hébertot) — коммуна во Франции, находится в регионе Нижняя Нормандия. Департамент коммуны — Кальвадос. Входит в состав кантона Пон-л’Эвек. Округ коммуны — Лизьё.
Код INSEE коммуны — 14563.

## Население
Население коммуны на 2010 год составляло 372 человека.
| 1962 | 1968 | 1975 | 1982 | 1990 | 1999 | 2010 |
| ---- | ---- | ---- | ---- | ---- | ---- | ---- |
| 265  | 240  | 266  | 243  | 286  | 293  | 372  |

## Экономика
В 2010 году среди 248 человек трудоспособного возраста (15—64 лет) 190 были экономически активными, 58 — неактивными (показатель активности — 76,6 %, в 1999 году было 73,3 %). Из 190 активных жителей работали 172 человека (94 мужчины и 78 женщин), безработных было 18 (6 мужчин и 12 женщин). Среди 58 неактивных 15 человек были учениками или студентами, 23 — пенсионерами, 20 были неактивными по другим причинам.